# Uzdenoba
Uzdenoba är en ort i Azerbajdzjan.   Den ligger i distriktet Qusar Rayonu, i den nordöstra delen av landet, 180 km nordväst om huvudstaden Baku. Uzdenoba ligger 174 meter över havet och antalet invånare är 614.
Terrängen runt Uzdenoba är lite kuperad. Närmaste större samhälle är Yalama, 9,6 km nordost om Uzdenoba.
Trakten runt Uzdenoba består till största delen av jordbruksmark. Runt Uzdenoba är det ganska glesbefolkat, med 48 invånare per kvadratkilometer.